# سي كلاون
سي كلاون (كورية: 씨클라운; اختصار لي Crown Clown) وهي فرقة فتيان كورية جنوبية، تابعة لويلماد يدينج، وهي قسم  من تكتل شركة يدينج. وتضم ستة أعضاء: روميو، سوو، راي، كنج جون، مينوو (T.K)، وماريو. واللون الرسمي للمشجعين هو لؤلؤ غابوي أخضر واسم المشجعين هو كرون ( CROWN)، وانحلت الفرقة في 5 أكتوبر 2015.

## أعضاء الفريق
| الاسم   | مقدمة |
| ------- | --- |
| روميو   | - الاسم الشخصي: 유바롬 – يوباروم - تاريخ الميلاد: - مكان الإزدياد: سيدني ~ أستراليا - فترة البداية: 7 يوليو ~ 2012 ~                                                             |
| سوو     | - الاسم الشخصي: 김태민 – جيمتمين - تاريخ الميلاد: - مكان الإزدياد: غوانغجو ~ كوريا الجنوبية - فترة البداية: 7 يوليو ~ 2012 ~                                                     |
| راي     | - الاسم الشخصي: 김현일 – جيمهيونيل - تاريخ الميلاد: - مكان الإزدياد: بوهانج ~ غيونغسانغ ~ كوريا الجنوبية - 학력 : 한림연예예술고등학교 실용음악과 - فترة البداية: 7 يوليو 2012 ~ |
| كنغ جون | - الاسم الشخصي: 강준 – جانججون - تاريخ الميلاد: - مكان الإزدياد: موكبو ~ جولا ~ كوريا الجنوبية - فترة البداية: 7 يوليو 2012 ~                                                    |
| تي.كي   | - الاسم الشخصي: 이민우 – امينو - تاريخ الميلاد: - مكان الإزدياد: سول ~ كوريا الجنوبية - فترة البداية: 7 يوليو ~ 2012 ~                                                           |
| مارو    | - الاسم الشخصي: 이재준 – إجاجون - تاريخ الميلاد: - مكان الإزدياد: تشونغجو تشنغتشونغ كوريا الجنوبية - فترة البداية: 7 يوليو ~ 2012 ~                                              |

## روابط خارجية
- سي كلاون على موقع ميوزك برينز (الإنجليزية)